# El caballero de la rambla
El caballero de la rambla, cuyo título alternativo era El caballero de la capa perfumada es una película dirigida por Francisco Pablo Donadío que se estrenó en abril de 1925. Fue protagonizada por Mario Parpagnoli, Olga Casares Pearson y Ángel Walk y en ella debutó Dringue Farías. 
Fue la primera película filmada en Mar del Plata, con escenas en la Rambla Casino, en Cabo Corrientes, en las proximidades del Torreón del Monje, y la primera ficción argumental sobre los romances de verano.

## Sinopsis
La película tiene como protagonista a una joven aficionada a la lectura de obras populares de ficción.

## Reparto
Intervinieron en el filme los siguientes intérpretes:
- Mario Parpagnoli
- Olga Casares Pearson
- Ángel Walk
- Emilio Vidal
- José Plá
- Severo Fernández
- César Fiaschi
- Dringue Farías

## Tragedia durante el rodaje
La película requería una escena recreando una lucha prolongada entre dos intérpretes junto a las rocas cercanas al Torreón del Monje. Los actores la desarrollaron sin problemas seguidos con vivo interés a cierta distancia por el público que se había congregado y en un momento se interrumpió la filmación para que uno de ellos fuera sustituido por un muñeco que en la parte final era lo que caía desde la altura sobre las  rocas primero y al mar después, simulando el desbarrancamiento de uno de los personajes. El truco de la sustitución no fue advertido por una espectadora -doña Catalina P. Chelise- que creyéndolo real, fuertemente impresionada, sufrió un ataque cardíaco que la mató en forma instantánea.